# Welfengarten
Il Welfengarten di Hannover è il parco che attornia il castello di Welfenschloss, posto all'interno del complesso dei giardini reali di Herrenhausen, in Germania.

## Storia

### Il giardino barocco del castello di Montbrillant

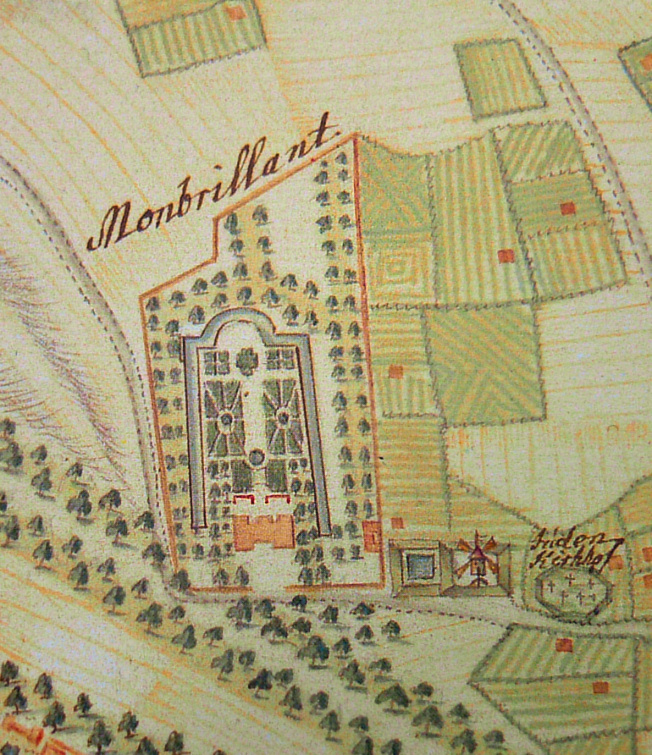
Il castello di Montbrillant ed il suo giardino in una pianta del 1763

Nel 1717, all'estremità del Grosser Garten del castello di Herrenhausen, venne costruito il castello di Monbrillant come residenza per la famiglia del conte von Platen. La famiglia aveva ottenuto il permesso di erigere una propria residenza al limitare del grandioso parco del principe dal momento che la moglie del barone Franz Ernst von Platen, Clara Elisabeth von Meysenburg, era stata una delle amanti del duca Ernesto Augusto di Brunswick-Lüneburg a cui aveva dato anche una figlia illegittima, Sophia (poi creata contessa di Darlington).
Del progetto del giardino da abbinare alla residenza in costruzione, si occupò nel 1720 Ernst August Charbonnier (figlio di Martin Charbonnier che aveva progettato il Grosser Garten per il duca), realizzando un complesso verde di stile barocco. Esso, infatti, nel progetto ricordava fortemente l'impianto adottato per il giardino del castello di Herrenhausen dal quale era perfettamente visibile, con un asse centrale e diversi parterres.

### Il giardino all'inglese

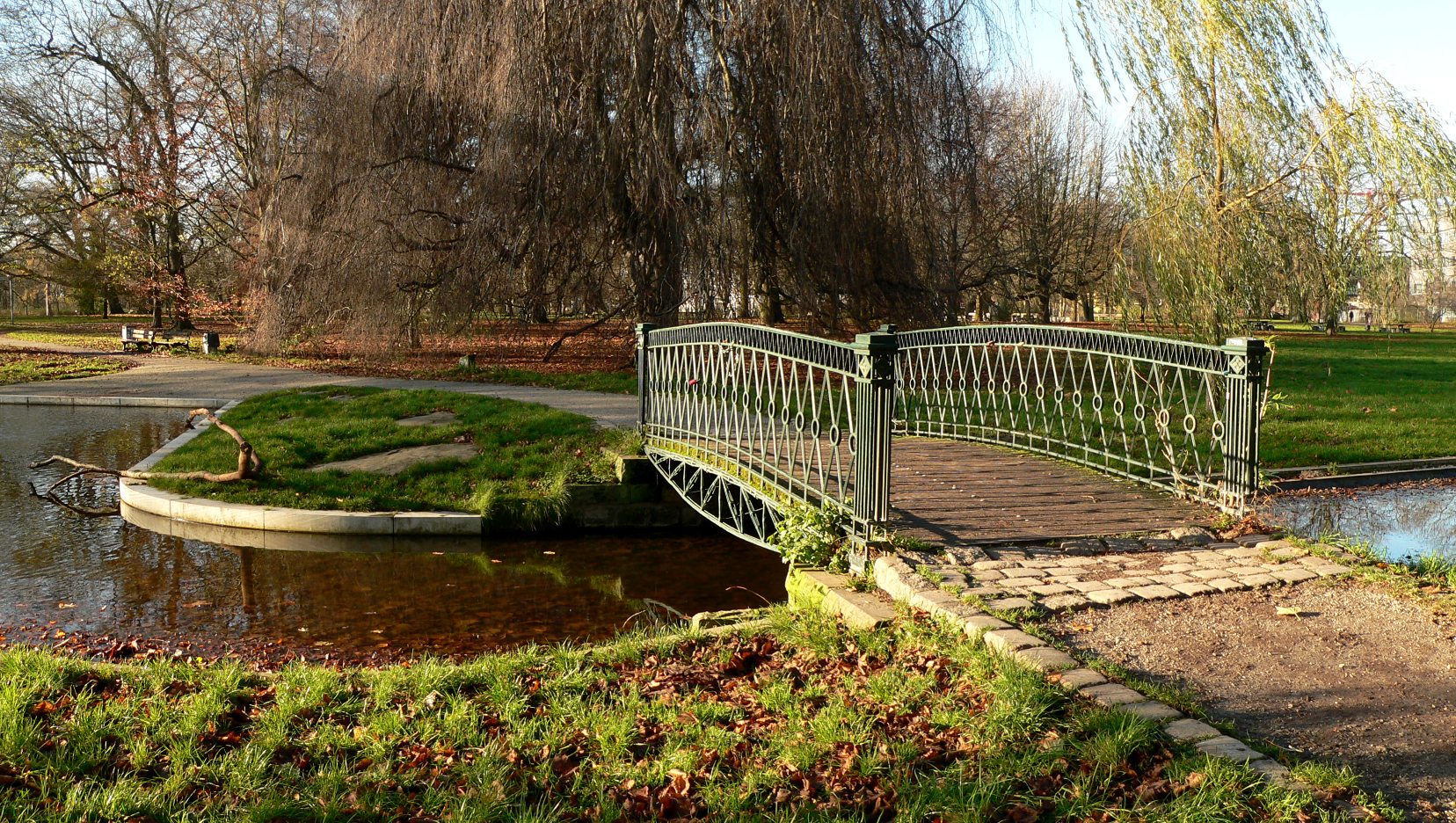
Veduta di uno dei Lavesbrücke, i ponti realizzati dall'architetto Georg Ludwig Friedrich Laves nell'Ottocento per collegare il Welfengarten col Grosser Garten

Con la morte della contessa Sophia von Platen nel 1726, il castello venne acquistato dalla famiglia elettorale di Hannover che lo utilizzò come foresteria della propria residenza, collegando i due complessi ma lasciando nel contempo indipendenti i due parchi.
Dal 1843 al 1846, con la partecipazione dell'architetto di corte Georg Ludwig Friedrich Laves, vennero apportate alcune modifiche all'impianto barocco del giardino del castello, trasformandolo in un giardino all'inglese e costruendo due ponte pedonali (chiamati Lavesbrücke in onore dell'architetto) che consentissero appunto di portarsi dal Grosser Garten al parco del castello di Montbrillant più facilmente.
Il castello venne smontato nel 1857 per ordine di re Giorgio V di Hannover e ricostruito a Georgsmarienhütte, per fare posto al Welfenschloss che si inserì perfettamente nel complesso del parco.